# Adam Raška
Adam Raška, född 25 september 2001, är en tjeckisk professionell ishockeyforward som är kontrakterad till San Jose Sharks i National Hockey League (NHL) och spelar för San Jose Barracuda i American Hockey League (AHL).
Han har tidigare spelat för HC Oceláři Třinec i Extraliga och Océanic de Rimouski i Ligue de hockey junior majeur du Québec (LHJMQ).
Raška draftades av San Jose Sharks i sjunde rundan 2020 års draft som 201:a totalt.

## Statistik
| 2017–2018        | HC Oceláři Třinec   | Extraliga        | 2  | 0  | 0  | 0  | 0  | — | — | — | — | —  |
|                  | HC Frýdek-Místek    | 1.liga           | 13 | 2  | 1  | 3  | 14 | — | — | — | — | —  |
| 2018–2019        | HC Oceláři Třinec   | Extraliga        | 7  | 1  | 0  | 1  | 2  | — | — | — | — | —  |
|                  | HC Frýdek-Místek    | 1.liga           | 25 | 3  | 2  | 5  | 55 | — | — | — | — | —  |
| 2019–2020        | Océanic de Rimouski | LHJMQ            | 35 | 13 | 8  | 21 | 37 | — | — | — | — | —  |
| 2020–2021        | HC Oceláři Třinec   | Extraliga        | 2  | 0  | 0  | 0  | 0  | — | — | — | — | —  |
|                  | HC Frýdek-Místek    | 1.liga           | 11 | 0  | 1  | 1  | 12 | — | — | — | — | —  |
|                  | Océanic de Rimouski | LHJMQ            | 22 | 12 | 13 | 25 | 30 | 8 | 3 | 3 | 6 | 18 |
| 2021–2022        | San Jose Sharks     | NHL              | 1  | 0  | 0  | 0  | 0  | — | — | — | — | —  |
|                  | San Jose Barracuda  | AHL              | 21 | 2  | 4  | 6  | 22 | — | — | — | — | —  |
| NHL totalt       | NHL totalt          | NHL totalt       | 1  | 0  | 0  | 0  | 0  | — | — | — | — | —  |
| Extraliga totalt | Extraliga totalt    | Extraliga totalt | 11 | 1  | 0  | 1  | 2  | — | — | — | — | —  |
| LHJMQ totalt     | LHJMQ totalt        | LHJMQ totalt     | 57 | 25 | 21 | 46 | 67 | 8 | 3 | 3 | 6 | 18 |

### Internationellt
| Källa: Uppdaterad: 2022-01-12 | Källa: Uppdaterad: 2022-01-12 | Källa: Uppdaterad: 2022-01-12 |         | Utv = Utvisningsminuter | Utv = Utvisningsminuter | Utv = Utvisningsminuter | Utv = Utvisningsminuter | Utv = Utvisningsminuter |
| År                            | Lag                           | Mästerskap                    | Matcher | Mål                     | Assists                 | Poäng                   | Utv                     |                         |
| ----------------------------- | ----------------------------- | ----------------------------- | ------- | ----------------------- | ----------------------- | ----------------------- | ----------------------- | ----------------------- |
| 2018                          | Tjeckien                      | Hlinka Gretzky                | 5       | 1                       | 1                       | 2                       | 4                       |                         |
| 2019                          | Tjeckien                      | U18-VM                        | 5       | 1                       | 1                       | 2                       | 4                       |                         |
| 2020                          | Tjeckien                      | JVM                           | 5       | 0                       | 0                       | 0                       | 0                       |                         |
| 2021                          | Tjeckien                      | JVM                           | 4       | 0                       | 1                       | 1                       | 6                       |                         |
| Junior totalt                 | Junior totalt                 | Junior totalt                 | 19      | 2                       | 3                       | 5                       | 24                      |                         |